# Enermar
Enermar war eine private italienische Reederei mit Sitz in Genua, welche 2016 aufgelöst wurde. Enermar betrieb hauptsächlich Fährverbindungen nach Sardinien.

## Geschichte
Enermar wurde 2002 von Transportunternehmern aus Genua gegründet: Franco Gattorno (Präsident von Fiera di Genova), Giorgio Messin (Messina Line) und Marco Bisagno (Präsident von Mariotti Shipyard). Enermar übernahm teilweise die Schiffe und Routen von der kurz davor aufgelösten Reederei TR.I.S. Sie begannen mit dem Betrieb der Route Palau–La Maddalena.
Im April 2003 übernahm Enermar die Route Genua–Porto Vecchio-Palau mit dem Schiff Palau, welches zuvor für TR.I.S unter dem Namen Commodore im Einsatz war. Im September kaufte Moby Lines 30 % des Unternehmens, wodurch eine kommerzielle Präsenz in vielen Teilen Europas erlangt werden konnte.
Im Sommer 2005 wurde durch ein Tochterunternehmen, welches man ENERMAR d.o.o. Split nannte, die Strecke Chioggia–Split mit der gecharterten Fähre Dalmatino durchgeführt. Die Route wurde in den folgenden Jahren nicht mehr bedient.
2006 Die Route Genua-Porto Vecchio-Palau wurde an die Reederei Dimaio Lines verkauft, welche die Verbindung 2007 einstellte.
2012 war Enermar eine der führenden Reedereien Sardiniens. Aufgrund eines Konfliktes, bei dem es um die Zuweisung von Nachtrotationen auf der Strecke Palau–La Maddalena an die konkurrierende Reederei Delcomar ging, wurde der Betrieb auf der Strecke von Enermar eingestellt. Beim Konflikt ging es auch allgemein um die Verbindungen außerhalb der Sommermonate, die an Delcomar und an die staatliche Reederei Saremar gingen. Aus Protest gegen die Region wurden die Schiffe Agata und Pace in Cagliari vor Anker gelegt.
Die Schiffe Teseo und Agata wurden 2013 an die in Neapel ansässige Reederei Medmar verkauft. Die Carmogli und Pace blieben wiederum im Besitz von Enermar. Zu dieser Zeit besaß Moby Lines 80 % der Reederei. Enermar besaß 30 % der neu gegründeten Maddalena Lines, die restlichen 70 % gehörten wiederum Navigation Générale Italienne (NGI), welche dann auch das Schiff Pace von Enermar abkauften.
Die Fähre Camogli wurde 2014 in der Türkei verschrottet. Nachdem die Verbindung nach La Maddalena eingestellt worden war, übernahm NGI zwei Schiffscrews. Andere Angestellte arbeiteten später bei den ehemaligen Konkurrenten Delcomar und Saremar.
Im Jahr 2016 wurde Enermar schlussendlich komplett aufgelöst. Inzwischen wird die Route von Delcomar und Maddalena Lines betrieben. Letztere besitzt auch ein ehemaliges Schiff der Reederei Enermar, die Pace sowie zwischenzeitlich auch die Agata.

## Flotte
Auswahl der ehemaligen Flotte von Enermar:
| Schiff           | Bild | Typ            | Einsatzdauer               | Aktuell                                             |
| ---------------- | ---- | -------------- | -------------------------- | --------------------------------------------------- |
| Camogli          |      | Fähre          | 2003–2014                  | 2014 in der Türkei verschrottet                     |
| Capri            |      | Fähre          | 2003–2010                  | 2010 in der Türkei verschrottet                     |
| Erik P.          |      | Fähre          | 2003                       | als Hardingen in Fahrt                              |
| Kronborg         |      | Doppelendfähre | 2003–2006                  | 2006 in der Türkei verschrottet                     |
| Palau            |      | Ropax-Fähre    | 2003–2005                  | 2022/23 in Indien verschrottet                      |
| Skipper          |      | Doppelendfähre | 2003–2005                  | 2006 in der Türkei verschrottet                     |
| Antoni Machado   |      | Doppelendfähre | 2003–2005                  | ab November 2003 Razzoli, als Corfu Spirit in Fahrt |
| Miguel Hernandez |      | Doppelendfähre | 2003–2005                  | ab November 2003 Budelli, als ADA 74 in Fahrt       |
| Caronte          |      | Doppelendfähre | 2004, 2005–2006 gechartert | bei Caronte & Tourist                               |
| Agata            |      | Doppelendfähre | 2005–2016                  | aktuell bei Medmar                                  |
| Dalmatino        |      | Ropax-Fähre    | 2005 gechartert            | zuletzt Oriental Princess, Verbleib unklar          |
| Pace             |      | Doppelendfähre | 2005–2015                  | Aktuell bei La Maddalena Lines                      |
| Teseo            |      | Fähre          |                            | aktuell bei Laziomar                                |

## Routen
- Genua–(Porto Vecchio)–Palau (2003–2006), teilweise gemeinsam mit Dimaio Lines[17][18]
- Palau–La Maddalena (2002–2012)
- Chioggia–Split (2005)